# Château de Couvrelles

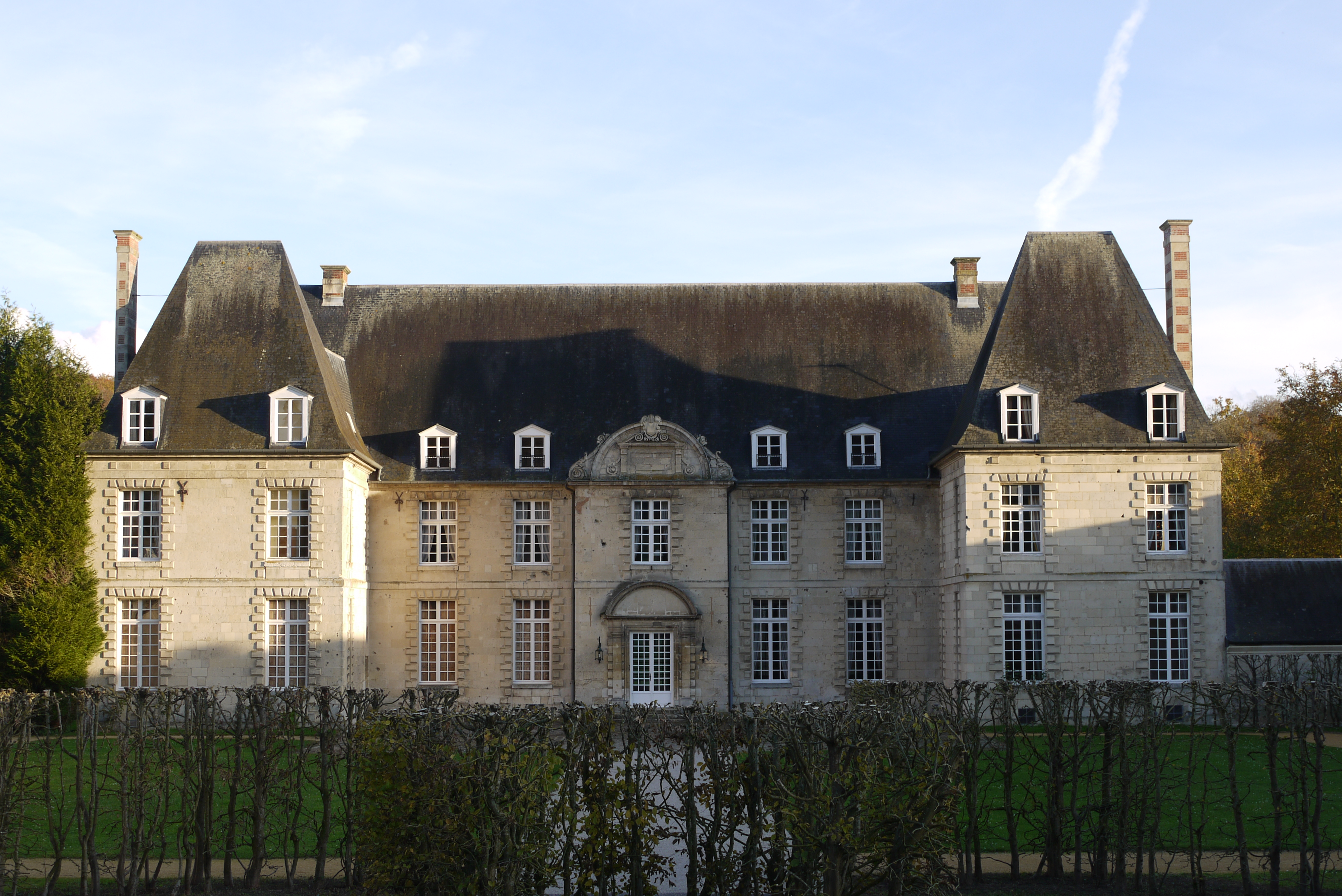
Façade du château de Couvrelles.

Le château de Couvrelles est un château situé à Couvrelles, en France.

## Localisation
Le château de Couvrelles se situe sur la commune de Couvrelles, dans le département de l'Aisne.

## Historique
Le monument est inscrit au titre des monuments historiques en 1927.
Il a appartenu au maréchal Georges MOUTON, comte de Lobau, et après 1838 à son beau-fils  le baron Casimir Charles Just ROSLIN d'IVRY (1813-1888).